# Bothos Gyula
Bothos Gyula (Marosvásárhely, 1873. január 26. – Budapest, Józsefváros, 1940. február 15.) magyar jogász, közigazgatási bíró, felsőházi tag.

## Élete
Római katolikus vallású, székely primor családban született. Középiskolai tanulmányait a nagyszebeni állami gimnáziumban, egyetemi tanulmányait pedig a kolozsvári Ferenc József tudományegyetemen végezte, ahol a jogtudományok doktorává avatták. Diplomázása után bírói pályára lépett és 1896-ban a pestvidéki királyi törvényszékhez került joggyakornoknak, majd még ugyanabban az évben a budapesti királyi kereskedelmi és váltó törvényszéknek lett az aljegyzője.
1900-tól a budapesti királyi törvényszéken működött mint jegyző; két év után albíróvá, majd 1907-ben törvényszéki bíróvá lépett elő. 1909-ben a főudvarnagyi bíróság ülnökévé nevezték ki, 1912-ben a budapesti királyi ítélőtábla elnöki titkára, 1913-ban az ítélőtábla bírája lett; 1916-ban került a Közigazgatási Bírósághoz mint Ítélőbíró, majd 1931-ben ugyanott tanácselnökké lépett elő. 1938-ban lett a Közigazgatási Bíróság másodelnöke; abban az időben a Bírói és Ügyvédi Vizsgálóbizottság elnökhelyettese is volt. Előbbi minőségében tagja lett az országgyűlés felsőházának is[mikor?].
Felesége Zámbó Mária Szidónia (1893–1963) volt, akivel 1925. november 2-án Budapesten kötött házasságot.